# Мария-да-Граса (станция метро)
Мария-да-Граса (порт. Estação Maria da Graça) — станция Линии 2 метрополитена Рио-де-Жанейро. Станция располагается в районе Мария-да-Граса города Рио-де-Жанейро. Открыта в 1983 году.
Станция имеет два выхода: Domingos Magalhães и Avenida Dom Helder Câmara (ex-Avenida Suburbana).

## Окрестности
- Торговый центр Norte Shopping